# تيم بلانشارد
تيم بلانشارد (بالإنجليزية: Tim Blanchard)‏ هو سائق سباق أسترالي، ولد في 30 يونيو 1987 في ملبورن في أستراليا.